# Upemba-medence
Az Upemba-medence (más néven Kamalondo-medence) a Kongói Demokratikus Köztársaság Katanga tartományában az Upemba Nemzeti Park területén található. Francia neve: Dépression de l'Upemba. A terület fontos régészeti lelőhelyeket rejt, 1997-ben felvették az UNESCO világörökség javaslati listájára.
A bemélyedés az Upemba-tavat valamint ötven más tavat vesz körül, köztük 22 viszonylag nagyobb méretűt, területe mocsaras. Területe 6256 km².
Az Upemba-medence az i.e. 5. század óta csaknem folyamatosan lakott. Ezt a helyet tekintik Közép-Afrika egyik fontos etnikai csoportja, a Luba királyság (1585-1889) bölcsőjének.

## Története
Ez a hatalmas bemélyedés a Szaharától délre eső legnagyobb ismert temetkezési helyeket rejti. A Luba nép elődjei az Upemba-medence területén Közép-Afrika egyik legkorábbi vastechnológiát használó csoportját alkották. A nedves, termékeny terület ideális helyet biztosított az élelem megszerzésére, termelésére és a fejlődésére. Szervezett, virágzó mezőgazdaságú társadalmat hoztak létre. A folyók kereskedelmi utakat biztosítottak a Luba népnek; a kereskedéshez kereszt alakú bronzöntvényeket, Katanga-kereszteket öntöttek, melyeket pénzként használtak.

## Régészeti feltárások
1974-75 során Pierre de Maret folytatott ásatásokat az Upemba-medencében a belga Tervuren Királyi Közép-Afrikai Múzeum és a zairei Országos Múzeumok Intézete támogatásával. Ásatásai során mintegy 120 sírhelyet tárt fel. A különböző lelőhelyeken feltárt, hasonló hagyományokat tükröző leletek segítségével sikerült a teljes vaskor időrendi feltérképezése, több mint 40 minta radiokarbon analízisének adataival pontosan alátámasztva. Az eredmények azt mutatták, hogy a medencében a vaskor az 5. században kezdődött. A feltárt korszakok a következők:
- Újkőkor: i.e. 2.340 ~ 145
- Kamilambi: 5. század
- Ősi Kisali: 8-10. század
- Klasszikus Kisali: 10–12. század
- Kabambi A: 13–15. század
- Kabambi B: 16–17. század
- Luba: 18–20. század.

## A medence fontosabb tavai
- Kabele
- Kabwe
- Kange
- Kisale
- Kalondo
- Kapondwe
- Kasala
- Kayumba
- Kiubo
- Lukonga
- Lunde
- Mulenda
- Muyumbwe
- Noala
- Sanwa
- Tungwe
- Upemba